# ومازلت أشرق
ومازالت أشرق هو المجلد الشعري الثالث للكاتبة والشاعرة مايا أنجيلو، الذي نشره راندوم هاوس عام 1978. تم نشره خلال واحدة من أكثر الفترات إنتاجية في مسيرة أنجيلو المهنية؛ كتبت ثلاث سير ذاتية ونشرت مجلدين آخرين من الشعر حتى تلك اللحظة. اعتبرت أنجيلو نفسها شاعرة وكاتبة مسرحية، لكنها اشتهرت بسيرها الذاتية السبع، ولا سيما أول واحدة منهم، أعرف لماذا يغني الطائر السجين، على الرغم من أن شعرها كان ناجحًا أيضًا. بدأت في وقت مبكر من حياتها المهنية في الكتابة، بالتناوب بين نشر سيرتها الذاتية ومجلد الشعر. على الرغم من أن مجموعاتها الشعرية كانت الأكثر مبيعًا، إلا أنها لم تحظ باهتمام نقدي جاد.
ويتألف مجلد الشعر «ومازلت أشرق» من 32 قصيدة قصيرة، مقسمة إلى ثلاثة أجزاء. تركز موضوعات القصائد على التصميم بأمل للتغلب على الصعوبات والإحباط، وعلى العديد من نفس الموضوعات مثل السير الذاتية لأنجيلو ومجلدات الشعر السابقة. تم العثور في هذا المجلد على اثنتين من أشعارها الأكثر شهرة وشعبية، «المرأة الغير عادية» و «مازلت أشرق». تتحدث عن عرقها وجنسها في العديد من القصائد، وتؤكد مرة أخرى على قوة ومرونة مجتمعها. مثل مجلداتها الشعرية السابقة، كانت الآراء حول «ومازلت أشرق» مشوشة وغير واضحة.
كانت القصيدة التي تحمل عنوان المجموعة «وما زلت أشرق»، مركز حملة إعلانية لصندوق كلية نيغرو المتحدة. وتم نشر اثنتين أخريين، «المرأة الغير عادية» و «فقط لبعض الوقت» ، في مجلة كوزموبوليتان. «المرأة الغير عادية» كانت إحدى قصائد أنجيلو التي ظهرت في فيلم «عدالة شعرية Poetic Justice».

## خلفية
وما زلت أشرق هو المجلد الشعري الثالث لمايا أنجيلو. درست وبدأت في كتابة الشعر في سن مبكرة. بعد اغتصابها في سن الثامنة، كما ورد في سيرتها الذاتية الأولى، أعرف لماذا يغني الطائر الحبيس (1969)، تعاملت مع الصدمة التي تعرضت لها من خلال حفظ وتلاوة الأعمال الأدبية العظيمة، بما في ذلك الشعر، مما ساعدها على إخراجها من خرسها المفروض على الذات.
تم نشر كتاب «وما زلت أشرق» خلال إحدى أكثر الفترات إنتاجية في مسيرة أنجيلو المهنية. كتبت أغاني لروبرتا فلاك وألّفت عشرات الأفلام. كتبت مقالات، قصص قصيرة، ونصوص تلفزيونية، وأفلام وثائقية، وسير ذاتية وشعر. أنتجت مسرحيات؛ وعُينت أستاذاً زائراً للعديد من الكليات والجامعات. في عام 1977، ظهرت أنجيلو في دور مساعد في المسلسل التلفزيوني المصغر «جذور». حصلت على العديد من الجوائز خلال هذه الفترة، بما في ذلك أكثر من ثلاثين درجة فخرية من كليات وجامعات من جميع أنحاء العالم.
على الرغم من أن أنجيلو اعتبرت نفسها كاتبة مسرحية وشاعرة فقد تحداها محررها روبرت لوميس لكتابة Caged Bird، وكانت قد اشتهرت بسيرتها الذاتية. العديد من قراء أنجيلو يعرفها على أنها شاعرة أولاً ثم كاتبة سيرة ذاتية ثانيًا، ولكن مثل لين ز. بلوم، يعتبر العديد من النقاد سيرتها الذاتية أكثر أهمية من شعرها. يوافق الناقد ويليام سيلفستر على ذلك، ويذكر أنه على الرغم من أن كتبها كانت الأكثر مبيعًا، إلا أن شعرها «لم يحظ باهتمام نقدي جاد». يعتقد بلوم أيضًا أن شعر أنجيلو كان أكثر إثارة للاهتمام عندما قرأته هي. يصف بلوم عروضها بأنها «ديناميكية بشكل مميز» ويقول إن أنجيلو «تتحرك بقوة لتعزيز إيقاعات الخطوط ونبرة الكلمات. غنائها ورقصها وحضورها المثير على المسرح يتجاوز الكلمات والعبارات المتوقعة».

أنجيلو تلقي قصيدتها "على نبض الصباح" في حفل تنصيب الرئيس بيل كلينتون عام 1993

بدأت أنجيلو الكتابة في وقت مبكر من حياتها المهنية، بالتناوب بين نشر سيرتها الذاتية ومجلد من الشعر. بحلول الوقت الذي نُشرت فيه «وما زلت أشرق» في عام 1978، كانت قد نشرت ثلاث سير ذاتية، وفي النهاية قامت بنشر سبع. في عام 1993، قرأت قصيدتها «على نبض الصباح» في حفل تنصيب الرئيس بيل كلينتون. في العام التالي، وضع ناشرها، راندوم هاوس، القصائد في «وما زلت أشرق» في مجموعتها الشعرية الأولى، قصائد مايا أنجيلو الكاملة المجمعة. أيضًا في مجموعة 1994 كانت مجموعتها السابقة، «فقط أعطني مشروبًا باردًا من الماء»، «قبل أن أموت (1971)» و «يا صلاتي، إن أجنحتي تناسبني جيدا»، بالإضافة إلى مجلدين تم نشرهما بعد ذلك «شاكر، لماذا لا تغني؟ (1983)» و«أنا لا يجوز نقلها (1990)». وضع ناشر أنجيلو أربع قصائد في مجلد أصغر بعنوان «المرأة الغير عادية» في عام 1995.
ظهرت قصيدتان من «وما زلت أشرق»، «المرأة الغير عادية» و «فقط لبعض الوقت»، في مجلة كوزموبوليتان عام 1978. في عام 1994، كان عنوان القصيدة «ما زلت أشرق» جزءًا من حملة إعلانية للذكرى الخمسين لصندوق كلية نيغرو المتحدة.

## الموضوع
وفقًا للباحثة كارول إي.نيوبور، تركز الموضوعات الموجودة في القصائد في «وما زلت أشرق» كما يوحي عنوان المجلد على التصميم المصحوب بأمل للتغلب على الصعوبات والإحباط. تقول نويباور «هذه القصائد مستوحاة ومُتحدث بها بصوت قوي واثق يدرك قوتها الخاصة ولن يتم دفعها إلى السلبية بعد الآن». تركز أنجيلو على نفس موضوعات مجلداتها السابقة، بما في ذلك الحب والوحدة والعنصرية الجنوبية، ولكن مع تطور إضافي لطبيعة المرأة وأهمية الأسرة. وهي تغطي مجموعة واسعة من الموضوعات، بما في ذلك فصل الربيع، والشيخوخة، والصحوة الجنسية، وإدمان المخدرات، والخلاص المسيحي.
أُطلق على «المرأة الغير عادية»، التي كانت تسعد الجمهور والتي غالبًا ما تؤديها أنجيلو للجمهور، اسم «قصيدة الموضوع الشخصي». يعتبرها كلا من نويباور والناقد الأدبي هارولد بلوم واحدة من أفضل القصائد في المجلد. ظهرت القصيدة في الفيلم السينمائي (Poetic Justice (1993، من إخراج John Singleton. يسميها بلوم «قصيدة تشبه الترنيمة لجمال المرأة». أنجيلو «تنخرط بمهارة» في بعض التلاعب بالكلمات باستخدام كلمة «غير عادي». كما تفعل أنجيلو غالبًا في شعرها، تقترن «المرأة الغير عادية» بالذي يتبعها، «الرجال»، حيث تستخدم أنجيلو استعارة بيضة خام لمقارنة الرجولة السائدة بالأنوثة الهشة والحذرة. تحتفل بكل من «قوتها الغامضة قليلاً» والإثارة التي يخلقها الرجال. القصيدة من سمات أسلوب أنجيلو، بخطوط مقتضبة وقوية وقوافي غير منتظمة. الكلمات القصيرة وأحادية المقطع، كما يقول نيوباور، «تخلق إيقاعًا متساويًا واستفزازيًا يتردد صداها مع الثقة الكامنة». قالت أنجيلو إنها كتبت القصيدة لجميع النساء بغض النظر عن عرقهن أو مظهرهن. وقالت أيضًا: «الآن، أعرف أن الرجال غير عاديين، لكن عليهم كتابة قصيدتهم الخاصة».
تركز العديد من قصائد أنجيلو على الموضوعات العرقية. وتستمر في عرض موضوعات الاحتجاج المعتدل والبقاء الموجودة أيضًا في سيرتها الذاتية، وتبث الأمل من خلال الفكاهة. في «أليس هذا سيئًا؟»، تستخدم الكلمة السوداء الإنجليزية العامية «سيئة» للإشارة إلى روابط إيجابية مع ثقافة السود وعاداتهم وقادتهم، وللمساعدة في بناء فخر السود. يسميها الباحث ليمان ب. هاغن أنها «قصيدة صاخبة» بسبب سطورها القصيرة وتكرارها. في «نادي ليدي لانشون»، تصف أنجيلو بشكل فكاهي متحدثًا فكريًا مفرطًا في نادٍ نسائي.
يقول الناقد روبرت ب. ستيبتو أن قصيدة «جولة واحدة أخرى» تأثرت بشدة بأعمال الماضي وأغاني الاحتجاج. تخلق المقاطع ذات الأرقام الزوجية في القصيدة المكونة من ثمانية مقاطع لازمة مثل تلك الموجودة في العديد من أغاني العمل وهي اختلافات في العديد من قصائد الاحتجاج. إنه معجب بخلق شكل فني جديد من العمل وأشكال الاحتجاج، لكنه لا يشعر أن أنجيلو تطوره بشكل كافٍ.
في قصيدة أنجيلو المفضلة، "ما زلت أشرق"، والتي تشترك في عنوانها مع مسرحية كتبتها في عام 1976، تشير إلى الروح التي لا تُقهر لدى السود، باستخدام التكرار وتصنيف المظالم ضدهم. استشهدت به خلال المقابلات وغالبًا ما أدرجته في قراءاتها العامة. رغم المحن والعنصرية، تعرب أنجيلو عن إيمانها بأن المرء سينتصر. يقارن هاجن "ما زلت أشرق" بالروحانيات التي تعبر عن الأمل. كما تفعل في «المرأة الغير عادية» وخلال شعرها وسيرها الذاتية، تتحدث أنجيلو ليس فقط عن نفسها، ولكن عن جنسها وعرقها بالكامل. المراجع إلين ليبمان تصف "ما زلت أشرق" بأنه بيان فخر، بل تحدي نيابة عن جميع السود". ذكرت أنجيلو، خلال مقابلة في عام 1997، أنها استخدمت القصيدة للمساعدة في إعالتها في الأوقات الصعبة، وأن العديد من الناس كلاهما أبيض وأسود، استخدموه بنفس الطريقة.
تتحدث قصيدتان من «وما زلت أشرق»، وهما «عمل المرأة» و «قائمة رعاية الأم»، عن المرأة بشكل إيجابي. يسرد «عمل المرأة»، دون الشرح أو الشكوى، الأعمال الروتينية التي يجب على الزوجة والأم في المنزل إنجازها. يقارن نيوباور القصيدة بـ «المرأة الغير عادية»، وكلاهما يشتركان في نفس مخطط القافية القوية والإيقاعات القوية وموضوع حيوية المرأة. في «قائمة رعاية الأم»، تتحدث أنجيلو عن شجاعة الأم التي تعمل في مجال الرعاية الاجتماعية، وتعترف بالاضطراب المهين الذي تعيشه عند قبول المساعدة الحكومية.

## النقد
مثل العديد من النقاد لشعر أنجيلو، وجدت إيلين ليبمان من مجلة School Library Journal أن نثر أنجيلو أقوى من شعرها، لكنها وجدت قوتها أكثر وضوحًا في قصائد هذا المجلد مما كانت عليه في أول سيرتها الذاتية. ماري سيلفا كوسغريف، في مراجعتها في مجلة هورن بوك، تشيد بأنجيلو لإيجادها إيقاعًا في الحياة اليومية، وقد أعجبت بقصائد «ومازلت أشرق»، وخاصة «المرأة الغير عادية»؛ تقول كوسغريف، «لقد جلبت الشاعرة إلى مجموعة قصائدها الثالثة حياة مليئة بالحيوية والأناقة التي تميزها بشكل كبير». صرح هارولد بلوم أنه على الرغم من أن «المرأة الغير عادية» قد تلقت عددًا قليلاً من المراجعات، إلا أنها واحدة من أكثر القصائد شهرةً وقوةً التي تتلوها أنجيلو في ظهورها العام.
يعتبر ستيبتو القصائد في كتاب «وما زلت أشرق» سطحية وباهتة، ويعرب عن عدم تصديقه أن قصائد أنجيلو ستنتجها دار نشر كبرى بينما الشعر الذي كتبه مواهب أخرى أقل شهرة لا يستطيع ذلك. إنه قادر على رؤية إمكانيات ما اعتبره شعرًا جيدًا في كتاباتها، ويذكر أن أفضل أشعارها تقتبس «إيقاعات وأشكالًا شعبية مختلفة، وبالتالي تدعم قصائدها من خلال استحضار جوانب من التراث الثقافي المكتوب وغير المكتوب». يضع عمل أنجيلو في تقليد الشعراء السود الآخرين، ويقارن القصائد في «ومازلت أشرق» مع أعمال لانجستون هيوز وجويندولين بروكس وستيرلنج براون. على سبيل المثال، تذكر العديد من قصائد أنجيلو ستيبتو بقصائد براون. فيلم «ما زلت أشرق» يذكر ستيبتو بأشهر قصيدة براون، «الرجال الأقوياء». يشرح ستيبتو نجاح أنجيلو وشعبيتها كشاعرة بسيرتها الذاتية، والتي يسميها «رائعة» والسبب الحقيقي لنجاحها كشاعرية. ويذكر أن شعرها بمثابة نصوص تفسيرية لأعمالها النثرية، والتي يسميها «صورًا ذاتية أكثر مهارة».
جويس بويارين بلونديل إيجابية في مراجعتها لـ «وما زلت أشرق في مجلة المكتبة». تتعرف على العديد من الموضوعات نفسها في السير الذاتية لأنجيلو، لكنها تصف القصائد في هذا المجلد بأنها غير متساوية. وجدت بلونديل القصائد المشابهة لأنماط الكلام والأغاني هي الأكثر فاعلية، بينما تجد الآخرين «غارقين في الاستعارة المبتذلة والقافية القسرية». على الرغم من ضعف المجلد، إلا أنها تعتبره ناجحًا كتعبير عن تجارب المرأة السوداء وتصميمها على البقاء والنمو.

## القصائد
ويتكون «ما زلت أشرق» من 32 قصيدة، مقسمة إلى ثلاثة أجزاء، الجزء الأول بعنوان «اِلمسني، الحياة ليست سهلة»، وقد أطلق عليه اسم «مبتهج» ويؤكد قوة الشاعرة كامرأة وعاشقة. الجزء الثاني، «السفر»، يركز على الصعوبات، مثل الإدمان على المخدرات، وإساءة معاملة الأطفال، والحياة داخل المدينة، والظروف في الجنوب القديم، التي عانت منها الكاتبة وآخرون. الجزء الثالث، قصيدة «وما زلت أشرق»، الذي اشتق اسم المجلد منها، يكرر الموضوعات الموجودة في الجزء الأول ويؤكد القوة التي تجدها في نفسها وفي مجتمعها. المجلد مخصص لجيسيكا ميتفورد، وجيرارد دبليو بورسيل، وجاي ألين، الذين تسميهم أنجيلو «عدد قليل من الرجال الطيبين».
| Part One: Touch Me, Life, Not Softly - "A Kind of Love, Some Say" - "Country Lover" - "Remembrance" - "Where We Belong, A Duet" - "Phenomenal Woman" - "Men" - "Refusal" - "Just for a Time" | Part Two: Traveling - "Junkie Monkey Reel" - "The Lesson" - "California Prodigal" - "My Arkansas" - "Through the Inner City to the Suburbs" - "Lady Luncheon Club" - "Momma Welfare Roll" - "The Singer Will Not Sing" - "Willie" - "To Beat the Child Was Bad Enough" - "Woman Work" - "One More Round" - "The Traveler" - "Kin" - "The Memory" | Part Three: And Still I Rise - "Still I Rise" - "Ain't That Bad?" - "Life Doesn't Frighten Me" - "Bump d'Bump" - "On Aging" - "In Retrospect" - "Just Like Job" - "Call Letters: Mrs. V. B." - "Thank You, Lord" |